# Енантіотропність
Ена́нтіотро́пність (англ. enantiotropyability, нім. Enantiotropie f) — здатність поліморфних речовин зі зміною фізичних умов переходити з однієї модифікації в іншу, в обох напрямах.
Приклади енантіотропних речовин:
- Олово — перетворення металевого β-Sn в α-Sn при температурі нижче 13,2 °C називається олов'яною чумою.
- Залізо — при кімнатній температурі стабільною фазою є α-залізо (об'ємноцентрована кубічна ґратка), при температурах вище 911 °C це γ-залізо (гранецентрированная кубічна ґратка).
- Кварц — α-кварц стабільний до 573 °C, вище β-кварц.
- Кофеїн — β-кофеїн перетворюється на α-кофеїн при температурі 141 °C, який потім плавиться при 236 °C.
- Аміачна селітра — Аміачна селітра зустрічається в п'яти модифікаціях (температури переходу: −16, +35, +85 і +125 °C).